# Europejski Rzecznik Praw Obywatelskich
Europejski Rzecznik Praw Obywatelskich (pot. euroombudsman; ang. European Ombudsman) – jeden z organów pomocniczych Unii Europejskiej, powołany na mocy traktatu z Maastricht z 1992 r., rozpoczął swoją działalność we wrześniu 1995, jednak Biuro Ombudsmana zainaugurowało ją 8 kwietnia 1997. Siedziba Rzecznika mieści się w Strasburgu.

## Opis
Ombudsman przyjmuje skargi od obywateli Unii Europejskiej bądź zamieszkałej na jej terenie, a także od przedsiębiorstw i instytucji mających siedzibę w UE. Mogą one dotyczyć działań instytucji i organów Wspólnot Europejskich, z wyjątkiem Trybunału Sprawiedliwości i Sądu. Rzecznik rozpatruje skargi dotyczące różnych przypadków niewłaściwego administrowania, m.in.:
- nieuczciwe postępowanie
- dyskryminacja
- nadużywanie uprawnień
- brak lub odmowa udzielenia informacji
- nieuzasadniona zwłoka
- nieprawidłowe procedury[1].

Rzecznik ma prawo i obowiązek przeprowadzania kontroli w tych instytucjach. Raz w roku przedstawia Parlamentowi Europejskiemu sprawozdanie z wyników kontroli. W wyniku śledztwa powstaje sprawozdanie skierowane do instytucji, której działalności dotyczy skarga. Ta instytucja w ciągu 3 miesięcy ma prawo zgłosić swe uwagi. Po ich rozpatrzeniu rzecznik przygotowuje końcowe sprawozdanie dla Parlamentu.
Rzecznik Praw Obywatelskich UE jest powoływany na okres kadencji Parlamentu, tzn. na 5 lat, z możliwością reelekcji. Jest to jedno z pierwszych zadań nowo wybranych posłów do PE. Ombudsman może zostać odwołany przez Trybunał Sprawiedliwości Unii Europejskiej na wniosek Parlamentu, kiedy nie spełnia już warunków koniecznych do wykonywania swoich obowiązków lub w przypadku poważnych uchybień w jego działalności. Rzecznik powinien być niezależny w swoim działaniu, nie sugerować się żadnymi instytucjami i opiniami. Podczas trwania kadencji nie może także wykonywać działalności zawodowej płatnej i nieodpłatnej.
Pierwszym rzecznikiem był w latach 1995–2003 Fin Jacob Söderman; od 1 kwietnia 2003 do 30 września 2013 roku funkcję tę sprawował Grek Nikiforos Diamanduros. W następstwie wyboru przez Parlament Europejski w dniu 3 lipca 2013 r., od 1 października 2013 do 26 lutego 2025 roku funkcję tę pełniła Irlandka Emily O’Reilly. Obecnie funkcje rzecznika praw obywatelskich pełni Portugalka Teresa Anjinho.

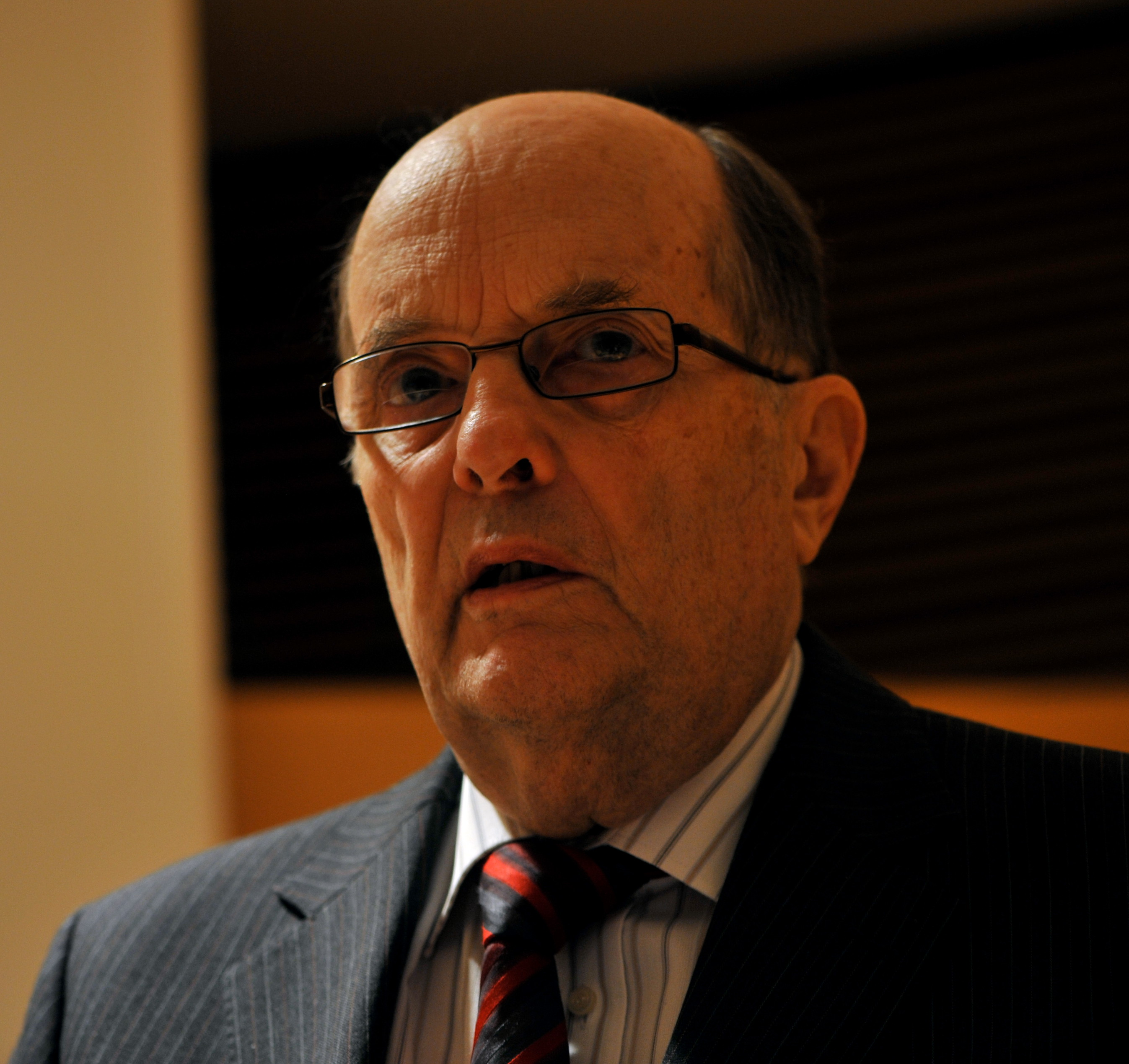
Jacob Söderman – pierwszy ERPO, sprawujący swoją funkcję w latach 1995–2003

| Lp. | Zdjęcie | Osoba                 | Państwo    | Okres sprawowania urzędu             |
| --- | ------- | --------------------- | ---------- | ------------------------------------ |
| 1.  |         | Jacob Söderman        | Finlandia  | 1995 – 2003                          |
| 2.  |         | Nikiforos Diamanduros | Grecja     | 1 kwietnia 2003 – 30 września 2013   |
| 3.  |         | Emily O’Reilly        | Irlandia   | 1 października 2013 – 26 lutego 2025 |
| 4.  |         | Teresa Anjihno        | Portugalia | 27 lutego 2025 - obecnie             |